# Maria Romeinders
Maria Romeinders (Lith, 9 februari 1727 – Zaltbommel, 4 januari 1810) was eigenaresse en directrice van een steenoven in de Nederlandse plaats Gameren. De oven stond in de Gamerensche Waarden.

## Gameren
Maria werd in 1727 geboren als dochter van landbouwer Adrianus Romeijnders en Aldegunda Bogers. Ze dook als volwassen vrouw op in Gameren. Waarschijnlijk was ze hier terechtgekomen via Alegundis, de dochter van haar oudere broer Gerardus: Aldegundis had namelijk een echtgenoot die afkomstig was uit Gameren.
In Gameren woonde Maria op het terrein van de steenoven van Jan Cloppenburgh. In 1735 had Jan de oven overgekocht van Philippus en Johanna Maria van Lith de Jeude. Bij deze steenoven hoorden een huis en een stuk van de uiterwaarden. Jan werkte hierin samen met zakenpartners, maar financieel gezien liep de steenoven in de beginjaren niet zo goed. In 1738 scheidde hij ook nog eens van zijn vrouw. Ondanks de problemen werd hij een vooraanstaand man in Gameren en bekleedde hij functies als maanmeester en buurmeester. In 1754 verhuisde hij naar Zaltbommel waar hij in 1759 het huis ‘De Drie Kronen’ kocht, in 1762 gevolgd door het huis van zijn nicht, beide in de Waterstraat.

## Eerste huwelijk
In 1769 werd Maria voor het eerst vermeld als bewoonster van het huis bij de steenoven, samen met haar dochtertje Alida Romeinders (gedoopt in 1764). In 1766 trouwden Maria en Jan, en het stel bleek toen samen al zeven kinderen te hebben, waarvan de oudste reeds in 1756 was gedoopt. Het enige kind dat tijdens het huwelijk werd geboren, was Anna, in 1772 gedoopt te Zaltbommel.
De kinderen droegen nog geruime tijd de achternaam van hun moeder. Toen de vier kinderen Adrianus, Gerardus, Christiaan en Jan de twee huizen in de Waterstraat te Zaltbommel van hun vader overnamen, noemden ze zich Romeinders, maar in 1780 hadden ze hun achternaam gewijzigd in Cloppenburgh, naar hun vader. Overigens bleef geen van de kinderen in Gameren wonen, waarschijnlijk vanwege de moeilijke positie die zij hadden als kinderen die buiten het huwelijk waren geboren.

## Tweede huwelijk
In 1774 overleed Jan Cloppenburgh. Maria hertrouwde op 24 mei 1775 met de Arnhemse steenbakker Johannes Braakman. Dit was waarschijnlijk een verstandshuwelijk, omdat ze iemand nodig had om leiding te geven aan de steenoven in Gameren. Haar zonen waren nog minderjarig, dus zij konden het bedrijf niet overnemen van hun overleden vader. Vijf jaar later echter gingen Maria en Johannes al weer uit elkaar.

## Leiding over de steenoven
Na het mislukte huwelijk met Braakman nam Maria alsnog de leiding over de steenoven op zich. Ook na de scheiding ging zij nog als juffrouw Braakman door het leven.
Het bedrijf was onder haar directievoering succesvol. Zij leverde haar producten zowel lokaal als in Zaltbommel, maar ook aan verdere bestemmingen. Dankzij de inkomsten kon zij bezittingen kopen in Zaltbommel, Gameren, Nieuwaal, Heerewaarden en Delwijnen. Ze woonde overigens zelf in het woonhuis dat bij de steenoven stond.
In 1809 was er een grote overstroming van de Waal. De steenoven werd ernstig beschadigd en een deel van het woonhuis werd verwoest. 

## Overlijden
Op 4 januari 1810 overleed Maria in Zaltbommel. Van haar kinderen bleek Anna de meest bevoorrechte positie te hebben: zij kreeg een extra uitkering, bovenop de te verdelen boedel. Deze positie had ze te danken aan het feit dat ze het enige kind was dat tijdens het huwelijk van Jan en Maria was geboren.
In de zomer van datzelfde jaar werden de goederen van Maria openbaar geveild.